# Club Sport Emelec
Club Sport Emelec er en fodboldklub i den ecuadorianske fodboldliga Serie A. Klubben har hjemme på Estadio George Capwell (Kapacitet: 20.000), som ligger i Guayaquil i Ecuador.

## Trofæer
Emelec har vundet Serie A i Ecuador fjorten gange (1957, 1961, 1965, 1972, 1979, 1988, 1993, 1994, 2001, 2002, 2013, 2014, 2015, 2017), mens klubbens to rivaler El Nacional og Barcelona har vundet ligaen henholdsvis tretten og femten gange. Klubben har også vundet den ecuadorianske pokalturnering Copa Guayaquil Championship fem gange (1956, 1957, 1962, 1964, 1966).

## Hjemmebanen
Emelecs hjemmebane Estadio George Capwell har en kapacitet på 20.000, og er opkaldt efter Emelecs stifter, George Capwell. Stadionet stod færdigt i 1943, hvor Estadio George Capwell også blev det officielle navn.

## Facts
| - Klubbens stifter George Capwell kunne ikke lide fodbold, og startede klubben som en Baseball- eller Bokseklub                    |
| - Emelec var den første klub i Ecuador der fik sit eget stadion.                                                                   |
| - Emelec var også den første klub i Ecuador, der lavede en million-trasfer, hvor de hyrede argetineren Walter Pico for $1.600.000. |
| - Emelecs historiske topscorer Carlos Alberto Juarez scorede 110 mål på fem sæsoner i Emelec.                                      |

2°12′24″S 79°53′38″V / 2.206603°S 79.893758°V